# Thomas Kittera
Thomas Kittera (* 21. März 1789 in Lancaster, Pennsylvania; † 16. Juni 1839 in Philadelphia, Pennsylvania) war ein US-amerikanischer Politiker. In den Jahren 1826 und 1827 vertrat er den Bundesstaat Pennsylvania im US-Repräsentantenhaus.

## Werdegang
Thomas Kittera studierte bis 1805 an der University of Pennsylvania in Philadelphia. Nach einem anschließenden Jurastudium und seiner 1808 erfolgten Zulassung als Rechtsanwalt begann er in diesem Beruf zu arbeiten. In den Jahren 1817 und 1818 war er stellvertretender Attorney General von Pennsylvania; von 1824 bis 1826 fungierte er als stellvertretender Staatsanwalt in Philadelphia. In den 1820er Jahren schloss er sich der Bewegung gegen den späteren Präsidenten Andrew Jackson an und wurde Mitglied der kurzlebigen National Republican Party. In den Jahren 1824 und 1825 war er Mitglied und Vorsitzender des Stadtrats von Philadelphia.
Nach dem Rücktritt des Abgeordneten Joseph Hemphill wurde Kittera bei der fälligen Nachwahl für den zweiten Sitz von Pennsylvania als dessen Nachfolger in das US-Repräsentantenhaus in Washington, D.C. gewählt, wo er am 10. Oktober 1826 sein neues Mandat antrat. Da er die zeitgleiche Wahl für die folgende Legislaturperiode verlor, konnte er nur bis zum 3. März 1827 im Kongress verbleiben. Nach seiner Zeit im US-Repräsentantenhaus trat Kittera politisch nicht mehr in Erscheinung. Er starb am 16. Juni 1839 in Philadelphia.